# Great Bible
La Great Bible (en español: Gran Biblia) es la primera edición autorizada de la Biblia en inglés. Fue autorizada por el rey Enrique VIII de Inglaterra para ser leída en los oficios religiosos de la Iglesia de Inglaterra y elaborada por Myles Coverdale por encargo de Thomas Cromwell, secretario de Estado de Enrique VIII y vicario general de la Iglesia Anglicana. En 1538, Cromwell ordenó al clero que proporcionaran «un libro de la biblia de gran volumen en inglés, y el mismo colocarlo en algún sitio conveniente dentro de la iglesia a su cargo, para que sus parroquianos puedan recurrir a él más cómodamente y leerlo».
La Great Bible incluye gran parte de la Biblia de Tyndale, con los aspectos objetados revisados. Como la Biblia de Tyndale estaba incompleta (dado que solo era el nuevo testamento), Coverdale tradujo los libros restantes, el Antiguo Testamento y los apócrifos, a partir de la Vulgata en latín y de las traducciones al alemán, en lugar de trabajar a partir de los textos originales en griego, hebreo y arameo. Si bien es llamada Great Bible (Gran Biblia) debido a su tamaño, se la conoce también por algunos otros nombres: la Biblia de Cromwell, ya que fue Thomas Cromwell el que ordenó su publicación; la Biblia de Whitchurch, en referencia al primer impresor inglés de la misma; y la Biblia Encadenada, ya que estaba atada con una cadena para evitar que se la llevaran de la iglesia. También se le ha llamado la Biblia de Cranmer, aunque ello no es exacto ya que Thomas Cranmer no fue el responsable de la traducción y su prólogo recién apareció por primera vez en la segunda edición.